# Kraftschlag
I Kraftschlag sono un gruppo musicale hard rock neo-nazi tedesco formatisi a Itzehoe nel 1989.

## Discografia

### Album in studio
- 1992 - Trotz Verbot nicht tot
- 1995 - Nordwind
- 1997 - ...Nach 10 Jahren / After 10 Years...
- 1998 - Deutsch Geboren
- 1999 - Mein Name ist Deutschland
- 2003 - Musik Attacke
- 2004 - Götter des Krieges
- 2007 - Reinheit Verpflichtet
- 2011 - Zum Siegen verdammt

### Raccolte
- 2005 - Die wilden Jahre Hits vom Index 89-95

### EP
- 1993 - Unsere Zukunft
- 1996 - Alles oder nichts
- 1996 - Rechtsrock
- 1996 - Gegenwind
- 1996 - Festung Europa
- 1998 - Wird dieses Land uns je Verstehen?
- 1998 - Mit uns der Sieg

### Demo
- 1990 - Demo 1990
- 1991 - Im Namen des Führers
- 1992 - Live in Weimar

### Collaborazioni
- 1996 - Waffenbrüder (con Mistreat)